# Beechcraft Baron
O Beechcraft Baron 58 é uma  aeronave bimotor executiva a pistão de pequeno porte, com capacidade para transportar com razoável conforto um piloto e cinco passageiros em viagens intermunicipais e interestaduais (rotas domésticas), projetada, desenvolvida e produzida em larga escala nos Estados Unidos a partir da década de 1970 pela então Beech Aircraft, atualmente Beechcraft Corporation, que utilizou como base o projeto de fuselagem do robusto monomotor executivo a pistão Beechcraft Bonanza, da mesma marca.

## Desenvolvimento
A produção em série da versão curta do Beechcraft Baron, chamada 55, foi iniciada na década de 1960 e deixou de ser produzida na década de 1980. Foi um sucesso de vendas, mas hoje em dia a versão alongada, chamada 58, é a mais vantajosa do ponto de vista econômico e técnico, e também é um sucesso de vendas, graças a feliz combinação de fatores como robustez estrutural, muita potência disponível nos dois motores Continental de 285 hp cada (até o fim da década de 70) ou 300 hp cada (vendida até hoje), acabamento refinado e ótima flexibilidade para pousar e decolar em pistas curtas.
Os modelos Beechcraft Baron B-58 e Beechcraft Baron G-58 são bem semelhantes no design e na mecânica, mas atualmente somente o Baron G-58 está em produção pela Beechcraft Corporation, que disponibiliza no modelo o moderno sistema de navegação EFIS (Electronic Flight Instrument System), composto pelas telas PFD (primária) e MFD (multifuncional).

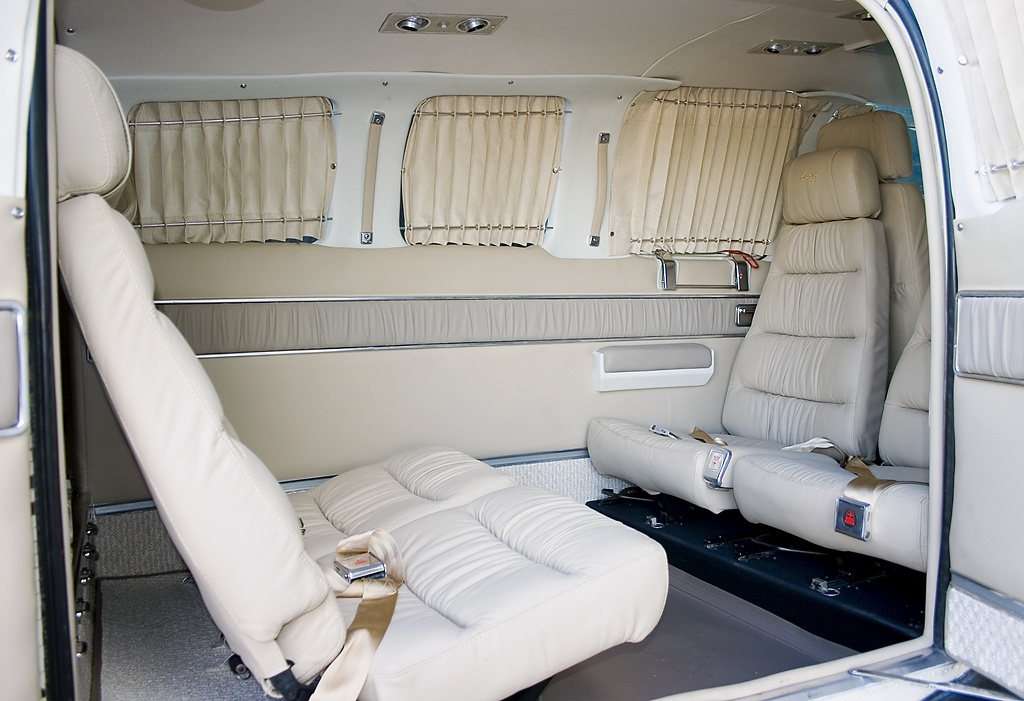
Baron 58
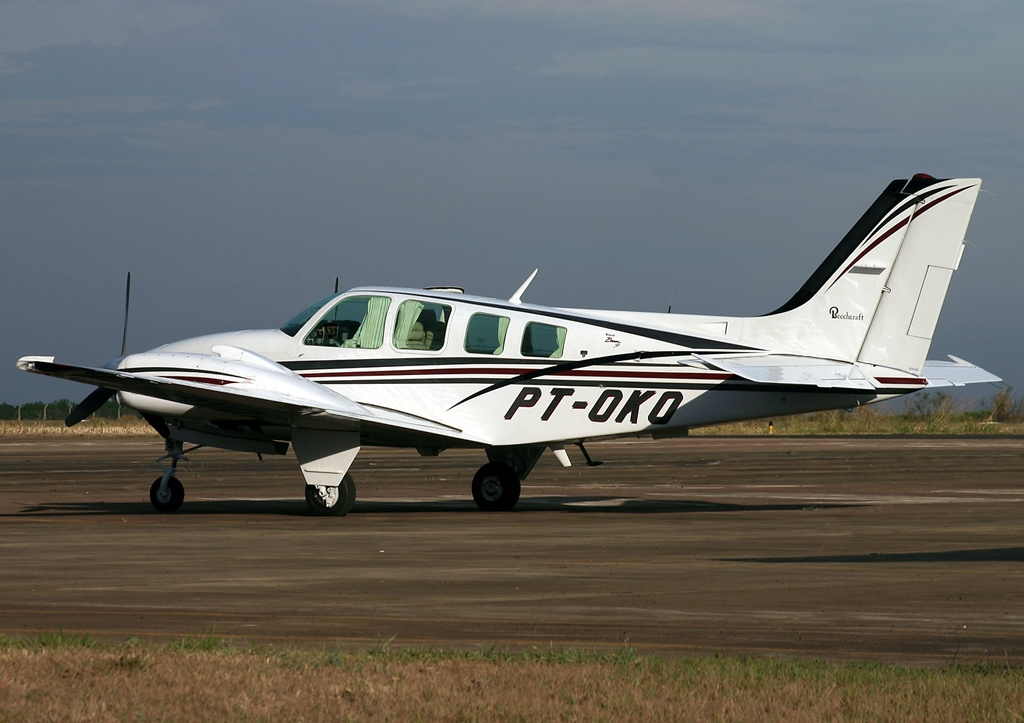
Baron 58

## Mercado
Principal concorrente direto do Piper Seneca, foi, como esse, um sucesso de vendas no Brasil, devido à expansão do mercado aeronáutico nas décadas de 1970 e 1980.
Apesar de não possuir uma cabine tão larga como o concorrente da Piper Aircraft (que chegou a ser montado no Brasil pela Embraer / Neiva), pode transportar com razoável conforto os passageiros em voos de curta e média distâncias.
Pela robustez e resistência características do projeto e pela capacidade de pousar e decolar em pistas de pouso sem pavimentação, foi escolhido por agropecuaristas brasileiros como o meio de transporte para visitas às suas fazendas e também por empresários e executivos para visitas às filiais de empresas, fornecedores e revendedores.
Considerando as versões 55 e 58, o Beechcraft Baron é um dos bimotores leves a pistão mais vendidos do mundo, mais de 3.800 unidades foram vendidas.

## Ficha técnica
Baron B-58
- Capacidade: 1 piloto 5 passageiros;
- Pista de pouso: Aprox. 1.200 metros (lotado / dias quentes / tanques cheios);
- Motorização (potência): 2 x Continental IO 520 aspirado (285 hp);
- Motorização (potência): 2 x Continental IO 550 aspirado (300 hp);
- Consumo médio (AVGAS): Aprox. 120 litros / hora (lotado / 75% potência / com reservas);
- Consumo médio (AVGAS): Aprox. 0,07 litro / passageiro / km voado;
- Velocidade de cruzeiro: Aprox. 350 km/h;
- Alcance: Aprox. 1.700 quilômetros (lotado / 75% potência / com reservas);
- Teto de serviço: Aprox. 6.000 metros;
- Comprimento: Aprox. 9,1 metros;
- Peso máximo decolagem: Aprox. 2.500 kg;
- Preço: Aprox. US$ 385 mil (usado / bom estado de conservação);